# المهدمي (بعدان)

تعديل مصدري - تعديل

المهدمي هي إحدى قرى عزلة المنار بمديرية بعدان التابعة لمحافظة إب، بلغ تعداد سكانها 162 نسمة حسب تعداد اليمن لعام 2004.